# Lutherse kerk (Vaals)
De Lutherse kerk is een kerkgebouw in Vaals in Nederlands Zuid-Limburg. Het kerkgebouw is gelegen op een hoek van het Von Clermontplein, waaraan ook het Von Clermonthuis (thans gemeentehuis) en een aantal andere monumentale gebouwen zijn gesitueerd. De voormalige kerk is in gebruik als museumkerk en cultureel centrum. Het achthoekige kerkgebouw uit 1736-'37 is een rijksmonument en onderdeel van het van rijkswege beschermd dorpsgezicht Vaals.

## Geschiedenis
In 1662 kocht de lutheraan van Johannes Clermont (1612-1682) een huis in het toen Staatse Vaals. In dat huis werd in 1669 voor het eerst een lutherse preek gehouden. Vaals werd destijds door verschillende protestantse stromingen gebruikt om er kerkdiensten te houden. Dit was mogelijk vanwege de oogluikende toestemming van de Staten Generaal. In 1675 werd een schuur aangekocht voor het houden van de lutherse samenkomsten, voornamelijk van kerkgangers uit het overwegend katholieke Rijk van Aken en uit Burtscheid. In 1695 kocht Esaias Clermont (1647-1706), zoon van de eerder genoemde Johannes Clermont en grootvader van Johann Arnold von Clermont, de Koperhof in Vaals voor het houden van kerkdiensten voor de Lutherse gemeente van Aken, Burtscheid en Vaals. Op dit terrein zou dertig jaar later het nieuwe kerkgebouw verrijzen. Van de oorspronkelijke Koperhof resteert nog een grote poort en een in de 18e eeuw verbouwde vleugel tussen de Lutherse kerk en de Koperstraat (Von Clermontplein 1-9).
Op 12 mei 1736 werd de eerste steen van het kerkgebouw gelegd door rijksgraaf Friedrich Heinrich von Seckendorf, commandant-generaal van het keizerlijk leger in Aken, die hiertoe een royale donatie had gedaan. Het ontwerp was van ingenieur-majoor Von Littig. De originele tekeningen van de kerk bevinden zich in het Couvenmuseum in Aken. Op 1 december 1737 vond de inwijding plaats.
Het gebouw onderging diverse restauraties, in 1893, 1937-38, 1967-68 en 2001. Tot 1955 was het in gebruik als kerk; sinds 1968 als cultureel centrum.

## Beschrijving

### Exterieur kerkgebouw
De kerk is gebouwd als centraalbouw en moest van buiten zo min mogelijk lijken op een kerk. In die tijd genoot de Lutherse kerk ook in het Staatse Vaals geen officiële erkenning en wilde men evenmin aanstoot geven aan de dominant aanwezige rooms-katholieken.
Het classicistische gebouw is opgetrokken uit baksteen op een vierkant grondvlak met afgeschuinde hoeken, waardoor een onregelmatige achthoek ontstond. Hoewel Von Littig de architect van de kerk is, tonen de hardstenen deur- en vensteromlijstingen met samengestelde sluitstenen sterke gelijkenis met het werk van de Akense bouwmeester Laurenz Mefferdatis (1677-1748). De kerk bezit houten kruiskozijnen met heldere glas-in-loodramen. Het bouwwerk wordt gedekt door een tentdak met leien met een windvaan als bekroning. Op het dak bevinden zich vier dakkapellen. De hoofdingang bevindt zich aan de zuidzijde. Daarnaast waren er vroeger twee extra ingangen aan de oost- en westzijde, waarvan de laatste was gereserveerd voor de familie Von Clermont. Deze is later dichtgemetseld. Boven de oostelijke ingang, aan de kant van de Koperhof, is een steen ingemetseld met teksten in drie talen: deut xxiix 6 · דתאצב החא דורבו דאבב החא דורב / beneDIC MI IesV serVo tVo IntrantI aC eXeVntI: IHS. Daaronder in fractuurschrift: Herr IesV sIeh aVf DeIne kneChte Wenn sIe VerkVnDIgen DIe reChte · Psalm cxix 124. De teksten in het Latijn en Duits zijn tevens chronogrammen, die respectievelijk de jaartallen 1735 en 1736 opleveren.

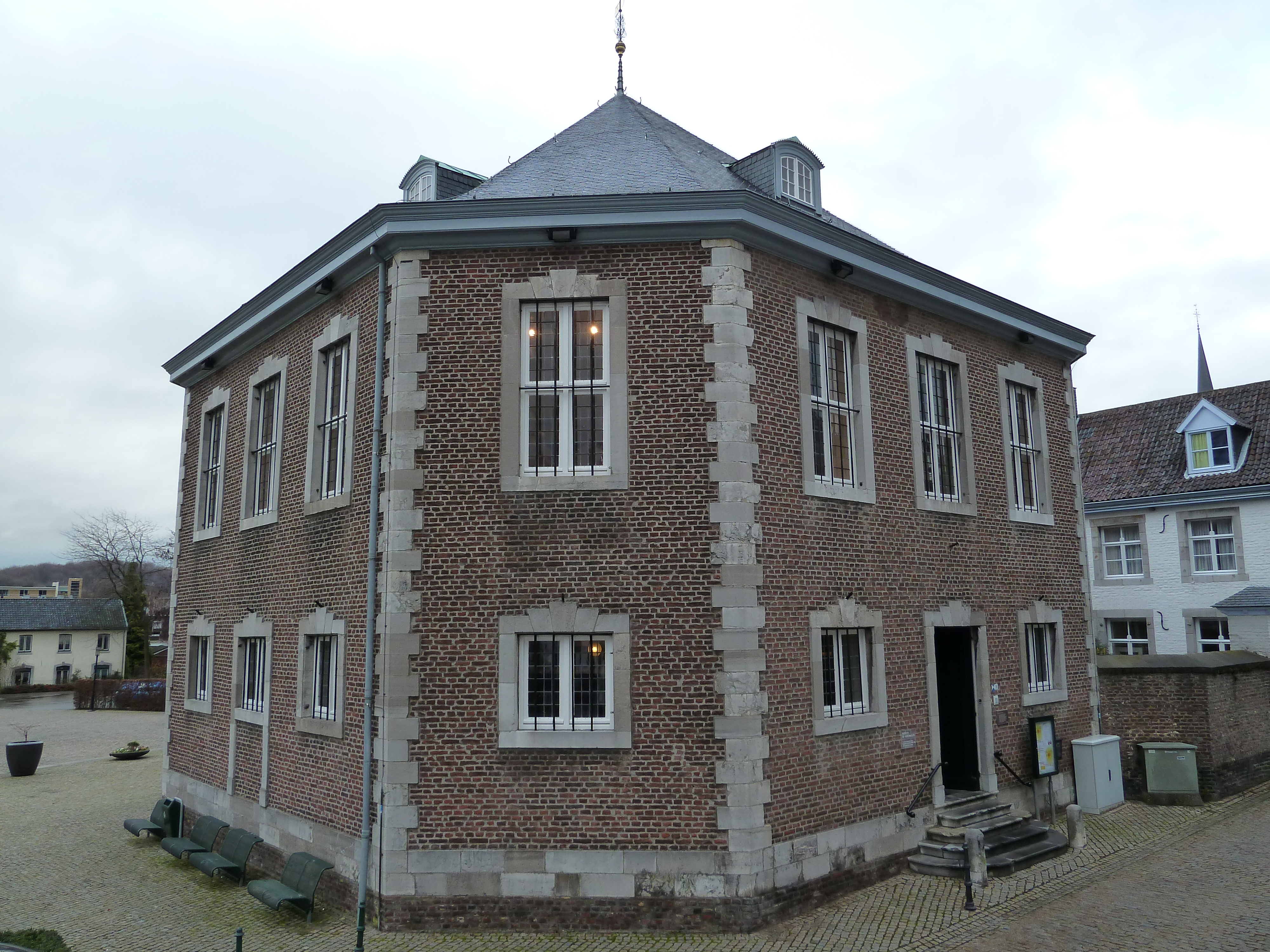
Zuidwestzijde
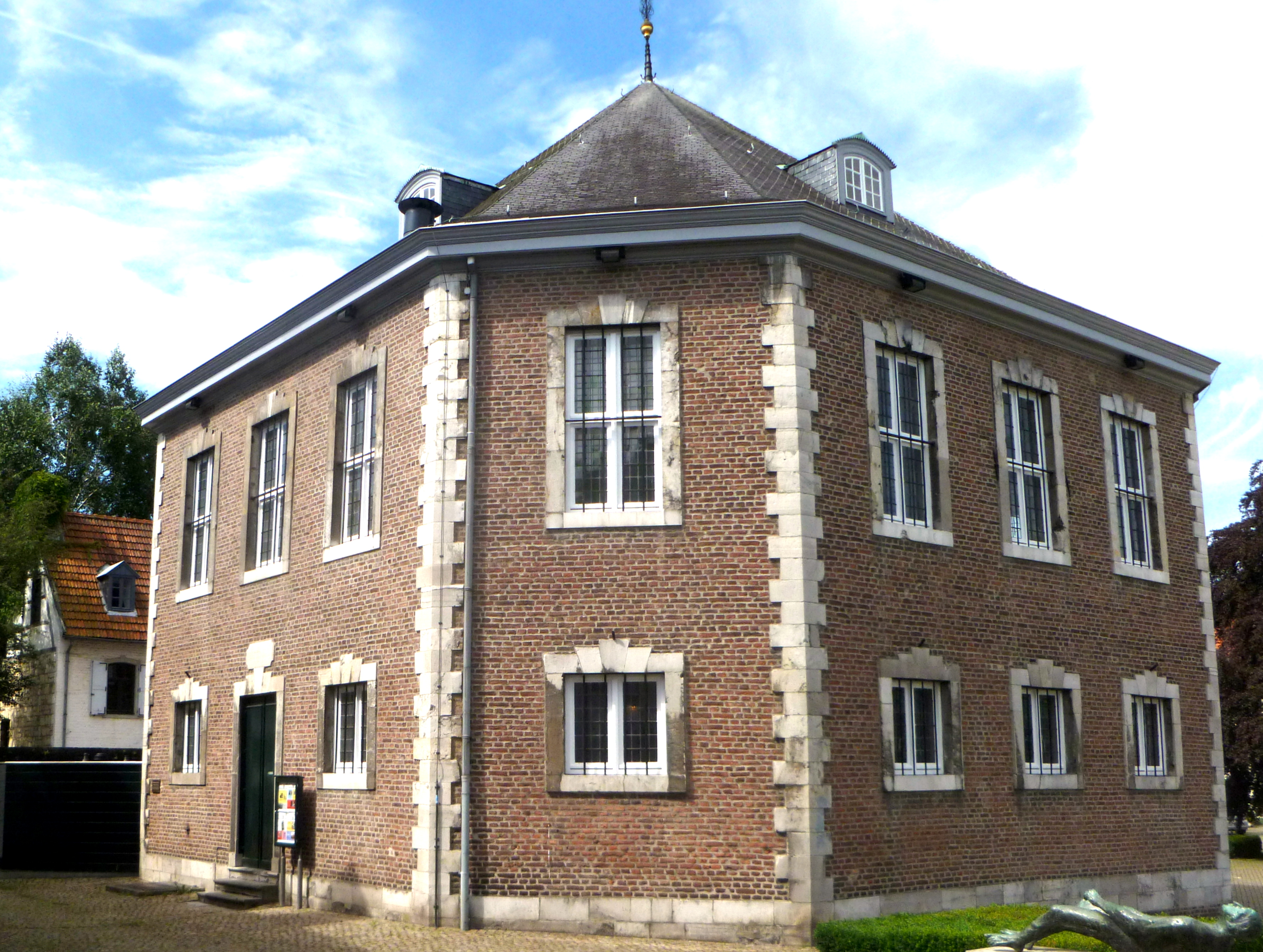
Noordoostzijde
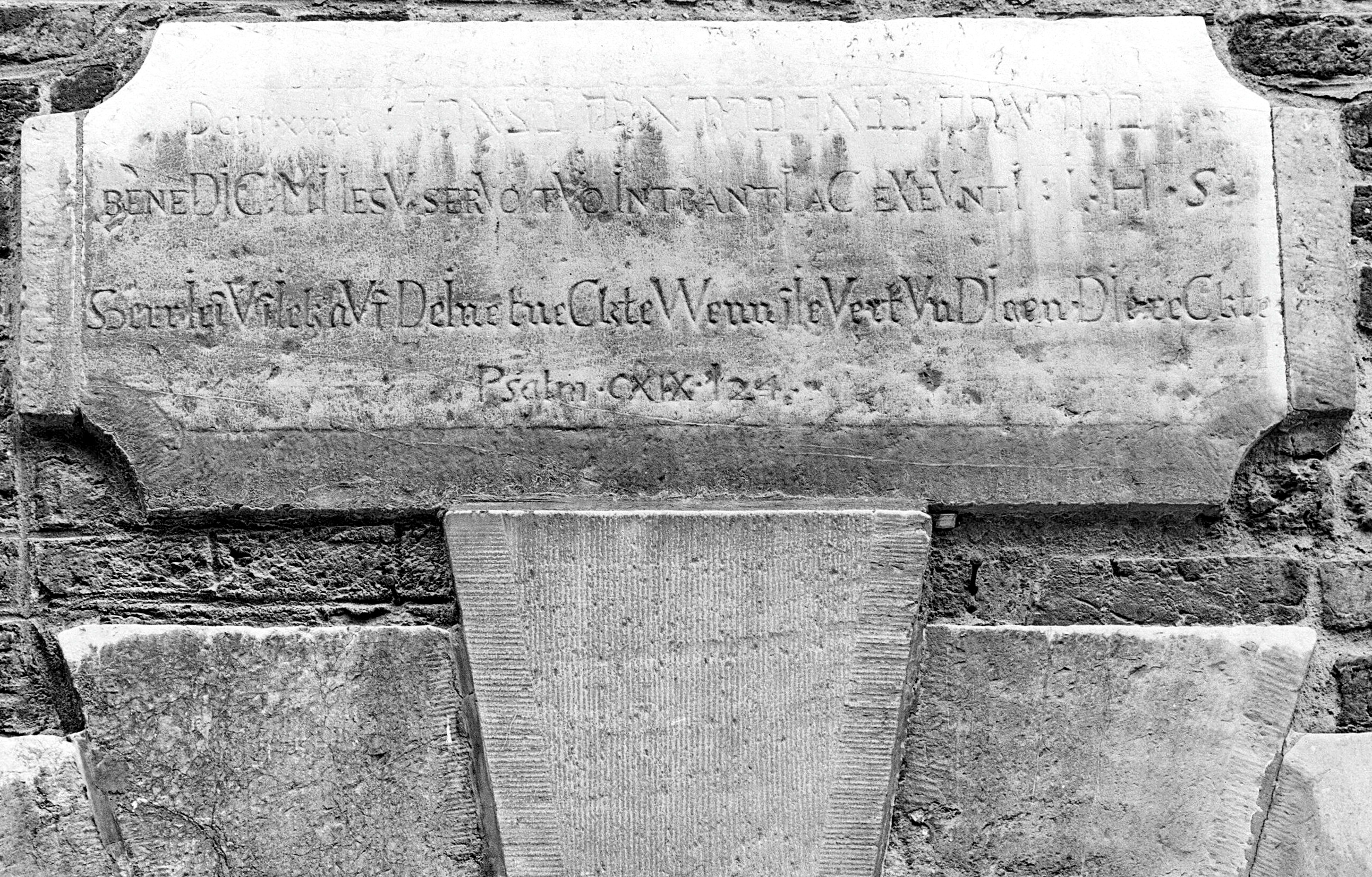
Gedenksteen oostelijke entree
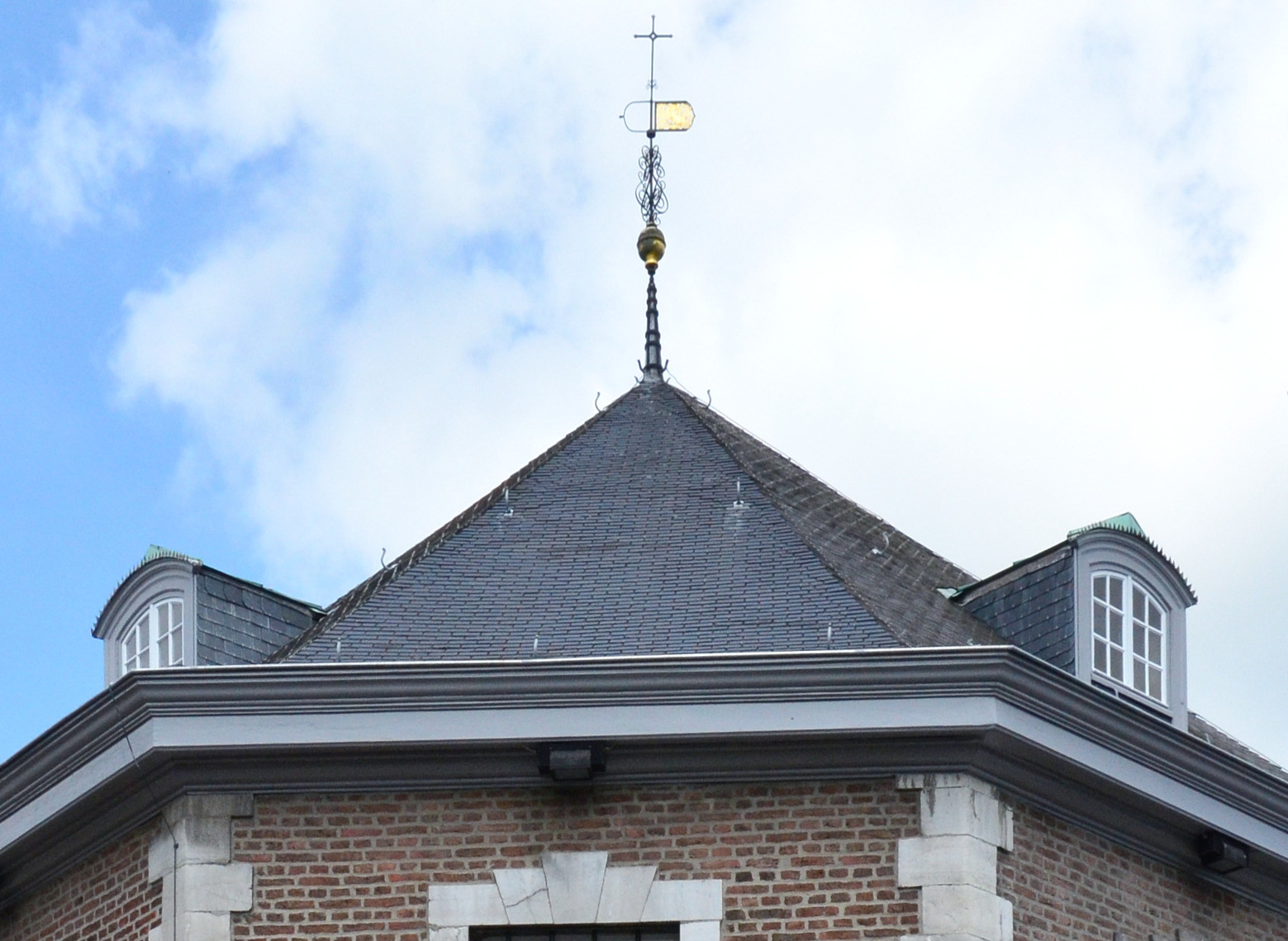
Tentdak met windvaan

### Exterieur Koperhof
Aan de zuidzijde is de Lutherse kerk aan de rechterkant verbonden via een bakstenen muur en poort met een rij wit geschilderde huizen, Von Clermontplein 1 t/m 9. De rondboogpoort is omlijst met forse blokken Naamse steen en wordt afgedekt door een schilddak. In de poortdoorgang bevinden zich twee schampstenen en een 18e-eeuws paaltje met verdiept reliëf. Twee soortgelijke paaltjes staan iets verder naar het noorden op het Von Clermontplein.
De van oorsprong 17e-eeuwse, mogelijk 16e-eeuwse oostvleugel van de oorspronkelijke Koperhof, is in de 18e eeuw verbouwd tot woningen, waaronder de predikantswoning. Het bouwwerk bestaat uit twee delen, waarvan het noordelijke iets lager is dan het zuidelijke. Beide delen hebben twee bouwlagen, een zadeldak en segmentbogige vensteromlijstingen van Naamse steen. Tussen twee vensters in het noordelijk geveldeel bevindt zich een waterpomp en een trog op voetstukken van Naamse steen. De zuidelijke puntgevel bevat onder andere een halfrond venster, meerdere sierlijke muurankers en een modern smeedijzeren reliëf van een kopersmid met daaronder de aanduiding "Koperhof". Aan de kant van de Koperstraat bevinden zich een grotendeels blinde muur met slechts vijf kleine vensteropeningen en enkele muurankers.

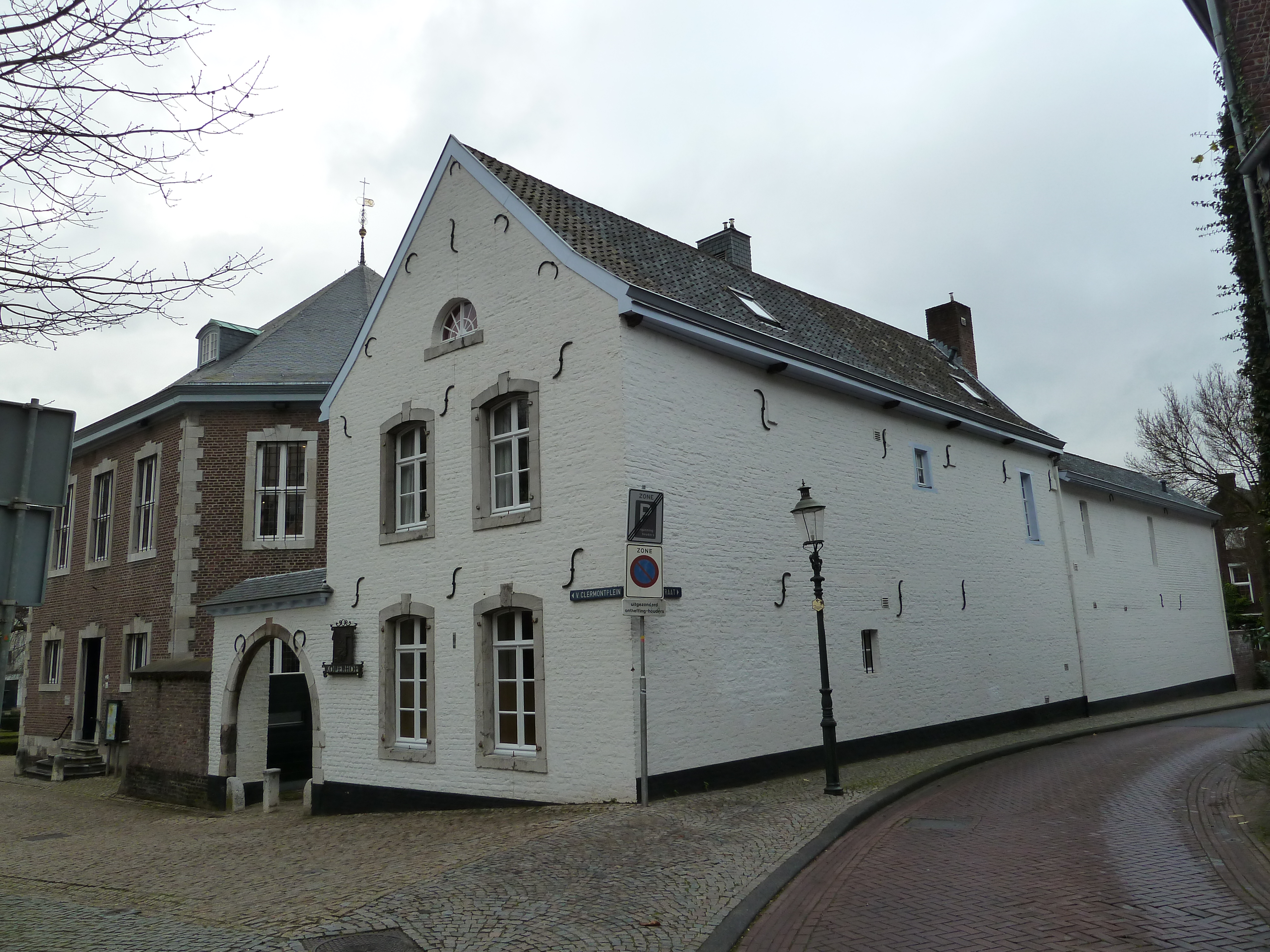
Lutherse kerk en Koperhof
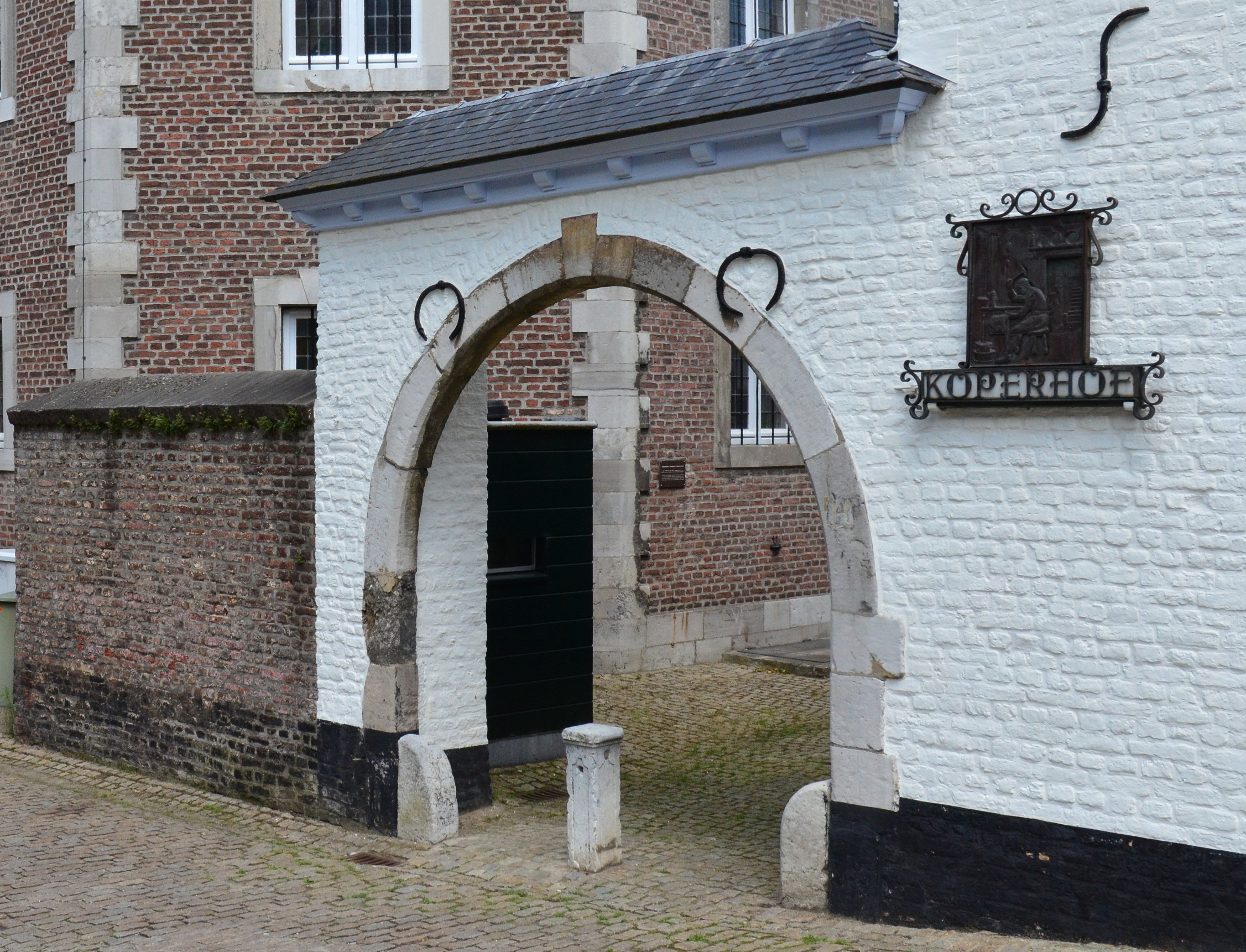
Poort en reliëf Koperhof
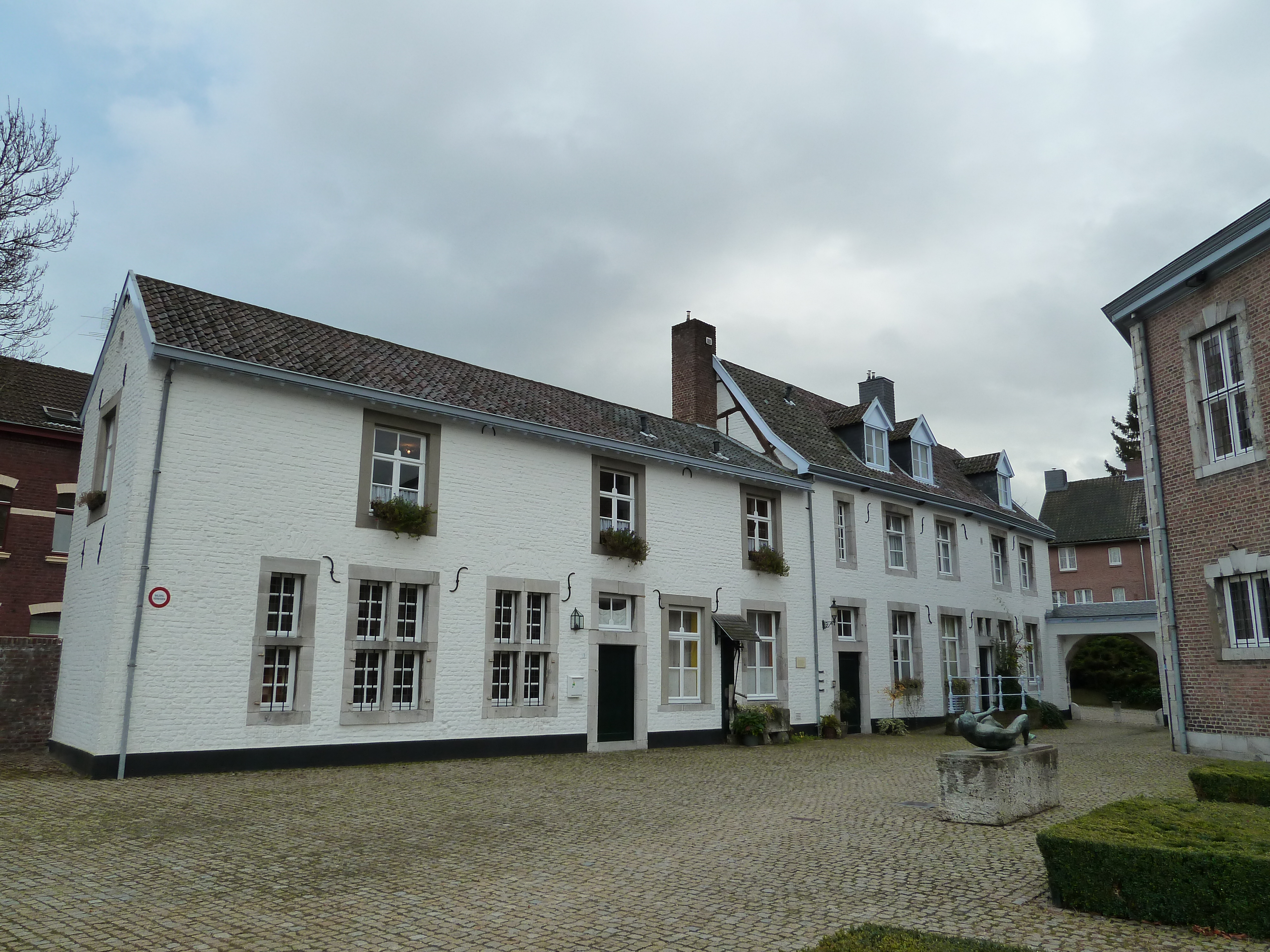
Von Clermontplein 1-9
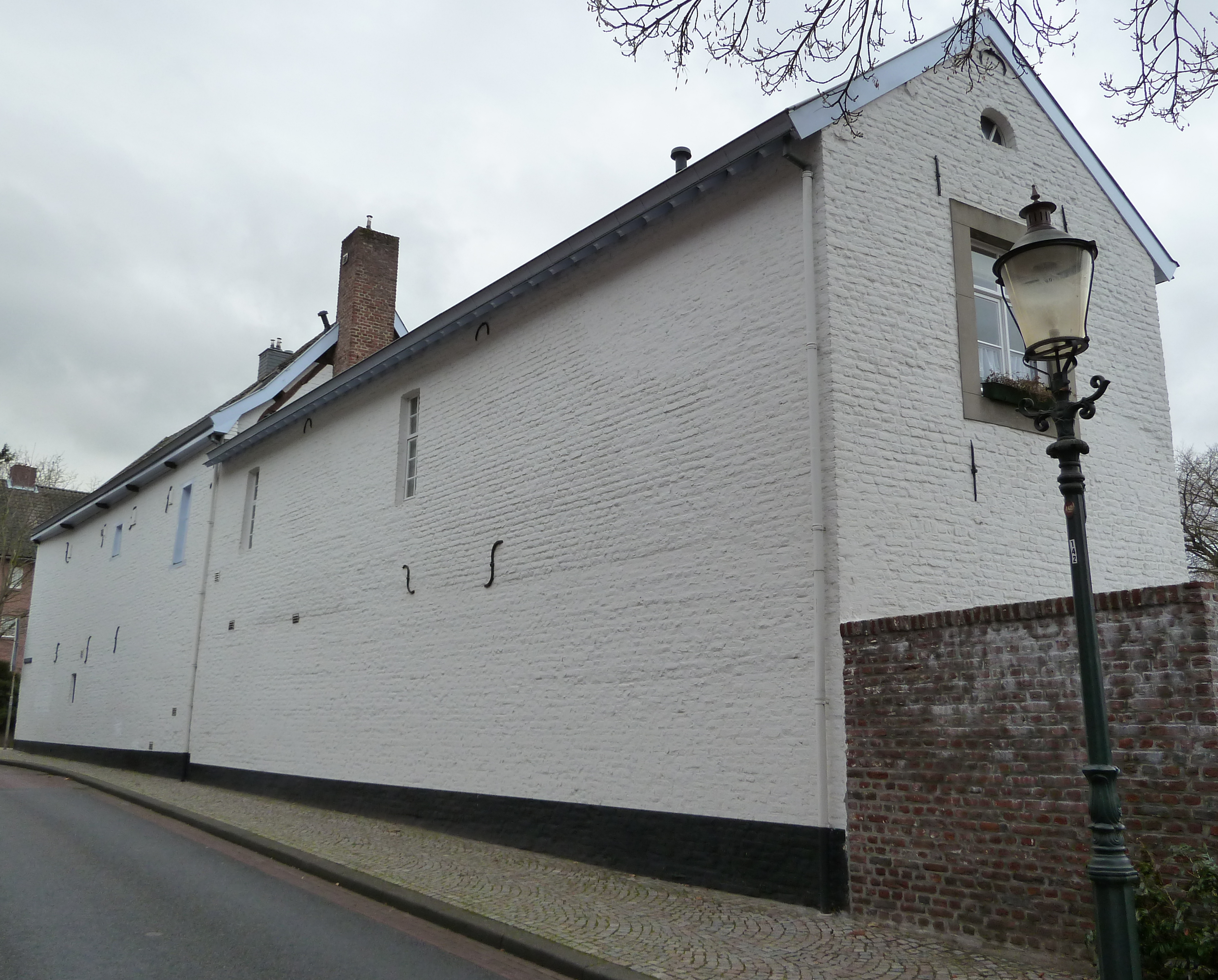
Idem, vanaf de Koperstraat

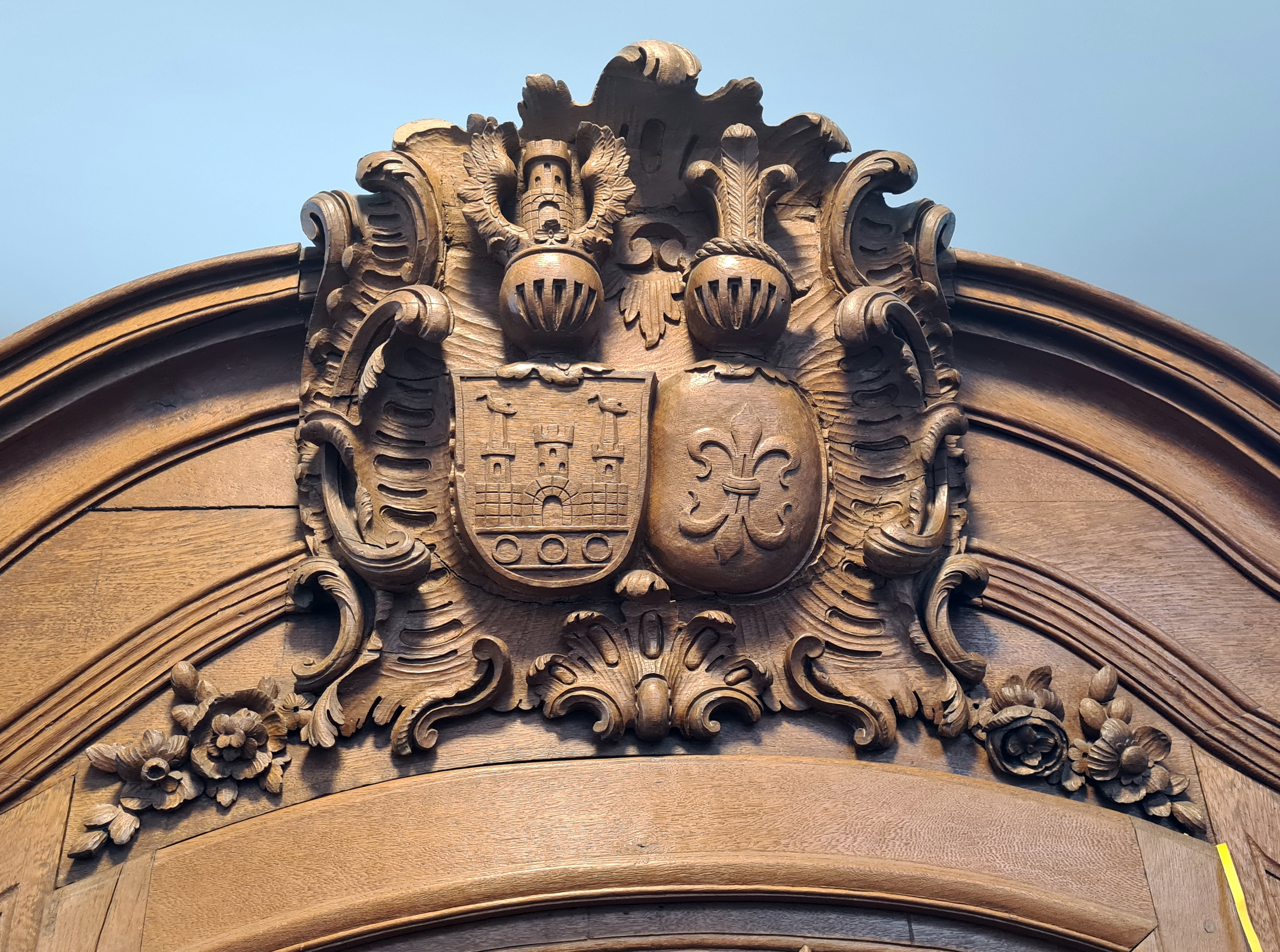
Detail herenbank met wapen Von Clermont

### Interieur
In het interieur wordt de vorm van de regelmatige achthoek benadrukt door acht hoge kolommen met achthoekige basementen en Dorische kapitelen in Naamse steen. Het centrale deel van de kerk wordt gedekt door een achtdelig, gestuct koepelgewelf. De omgang en de galerij hebben eveneens gestucte plafonds.
Een aantal onderdelen van het interieur van de Lutherse kerk zijn ontworpen door de bekende Akense architect Johann Joseph Couven. Bijzonder fraai zijn de preekstoel en twee herenbanken (van de families Von Clermont en Pastor), alles in de 18e-eeuwse stijl van de Luiks-Akense barok. Het eenklaviers kerkorgel uit 1765 is van de Akense (oorspronkelijk uit Amsterdam afkomstige) orgelbouwer Johann Baptist Hilgers.

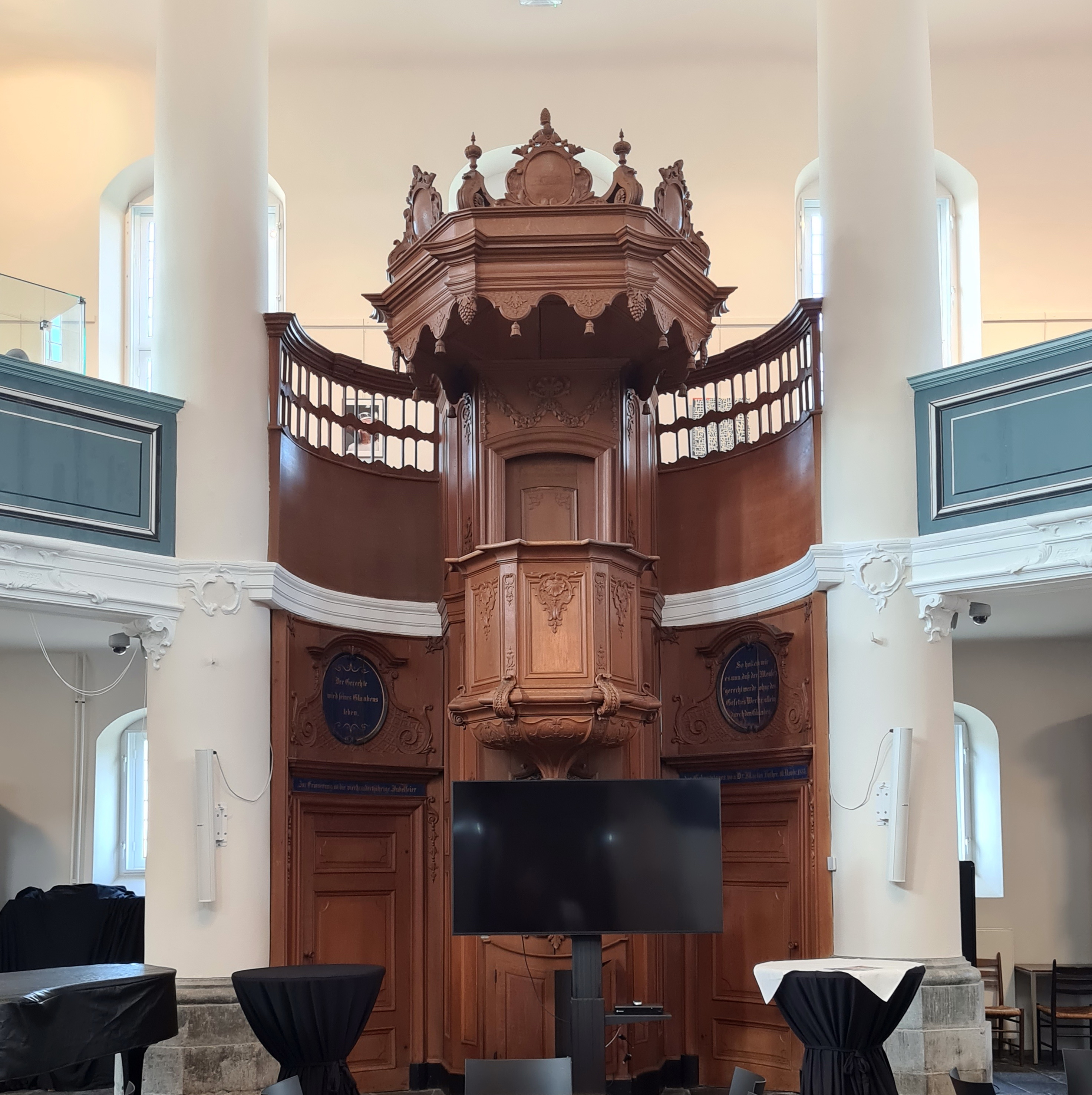
Zicht naar de preekstoel
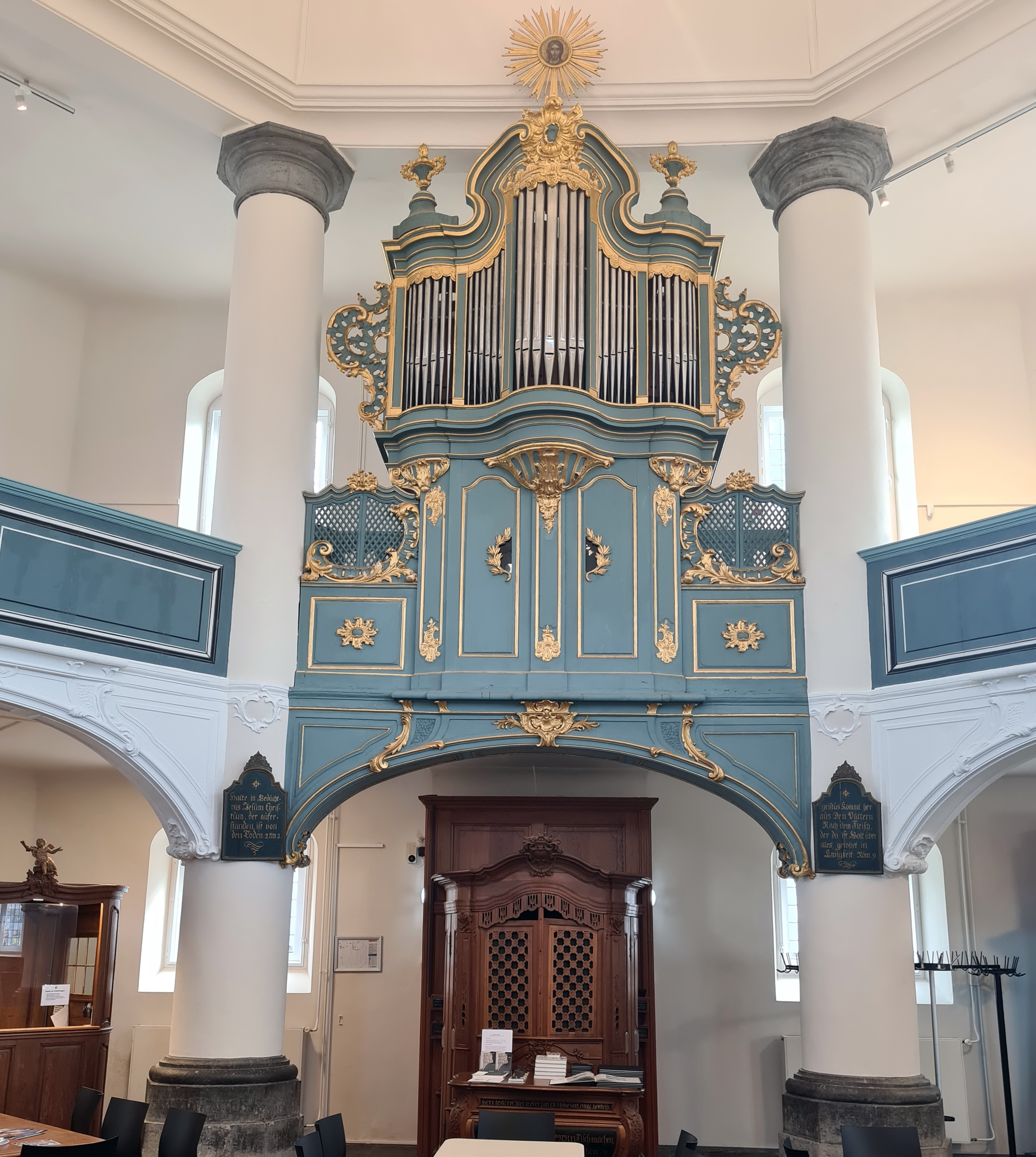
Zicht naar het orgel
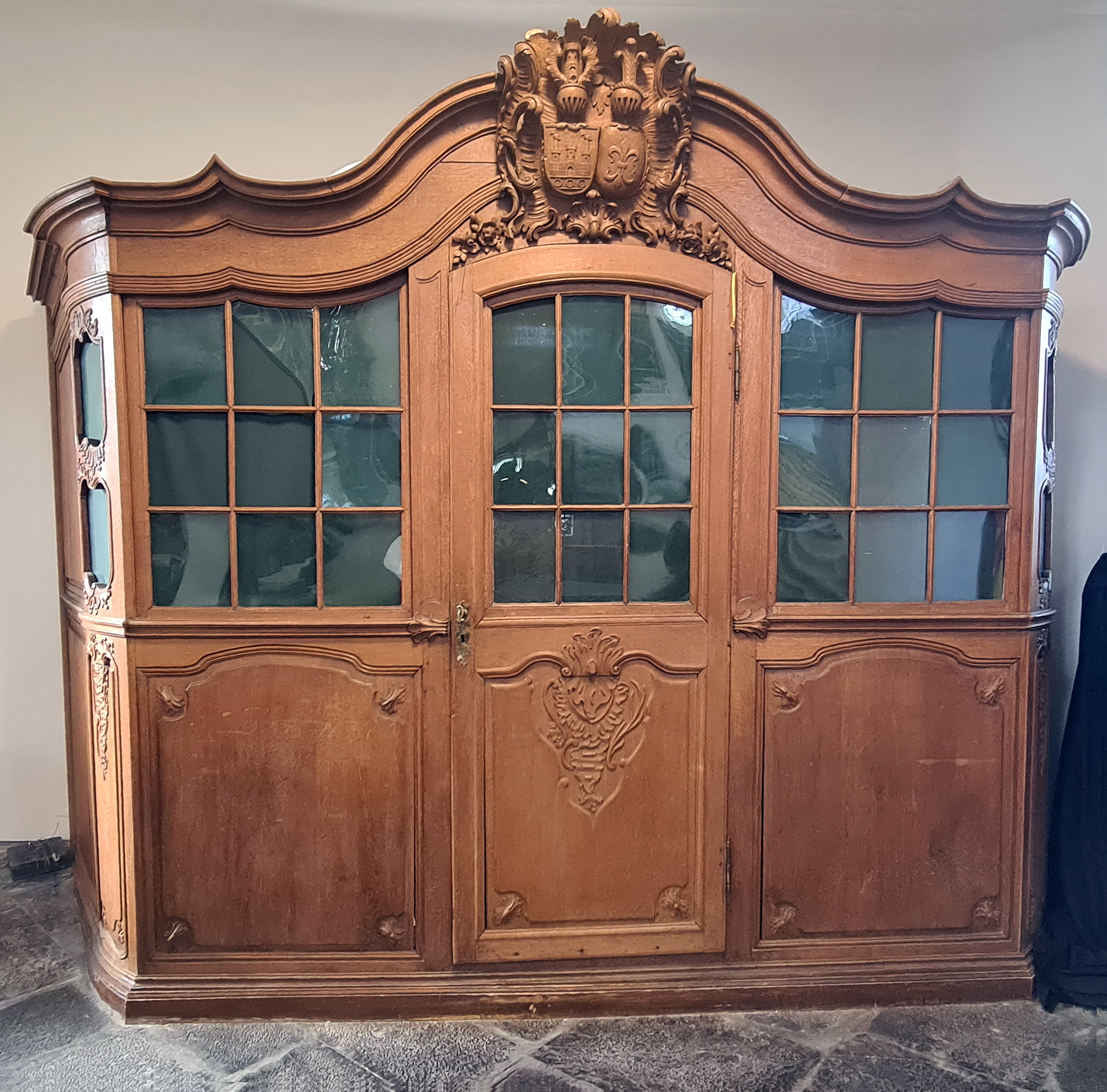
Herenbank Von Clermont
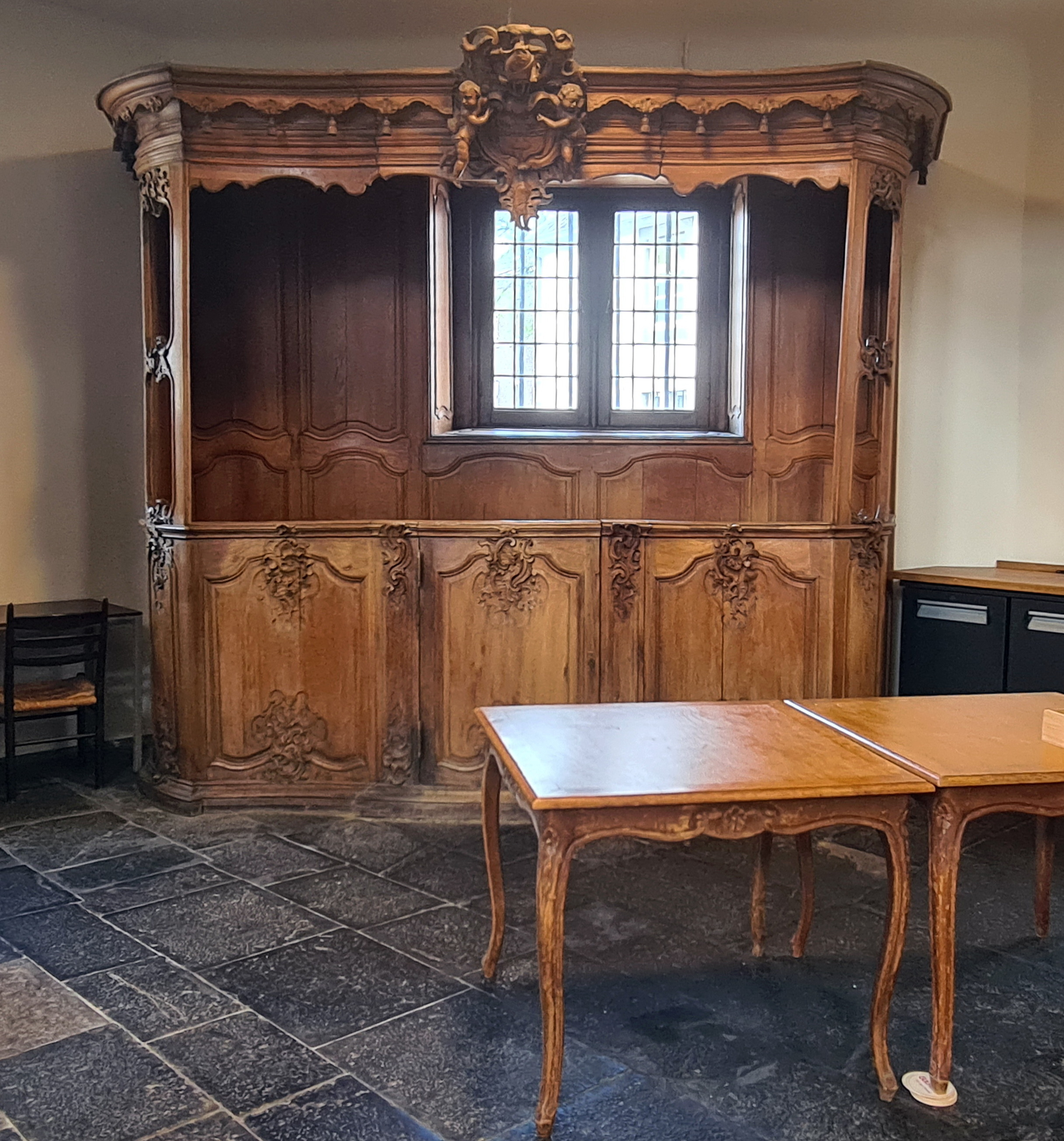
Herenbank Pastor